# Werner Pötschke
Werner Pötschke (Bruxelles, 6 marzo 1914 – Veszprém, 24 marzo 1945) è stato un militare tedesco, ufficiale delle Waffen-SS durante la seconda guerra mondiale.